# Игра в кальмара
«Игра́ в кальма́ра» (кор. 오징어게임, Ojingeo geim) — южнокорейский телесериал в жанре выживания, приключенческого боевика, триллера и драмы. Создатель сериала, режиссёр и автор сценария всех его эпизодов — Хван Дон Хёк. Главные роли в первом сезоне исполнили Ли Джонджэ, Пак Хэ Су, Чон Хо Ён, О Ён Су, Ви Хаджун, Анупам Трипати, Хо Сон Тхэ и Ким Чжу Рён. Во втором и третьем сезоне: Ли Джонджэ, Ли Бёнхон, Ви Хаджун, Пак Кюён, Лим Сиван, Ли Джин Ук, Чо Юри, Ли Со Хван (только во втором), Кан Ханыль, Пак Сонхун, Ян Донгын и Кан Э Cим. Сериал повествует о группе людей, которые из-за нужды в деньгах принимают приглашение на участие в тайном турнире на выживание с финальным призом в размере 45,6 млрд вон (38,5 млн долларов США на момент выхода). 17 сентября 2021 года состоялась мировая премьера сериала на платформе Netflix.
Хван Дон Хёк придумал основную идею сериала, основываясь на собственных финансовых трудностях в молодости, проблеме социального неравенства в Южной Корее. Хотя первоначальный сценарий был написан ещё в 2008 году, Хвану не удавалось найти продюсера для развития проекта, пока в 2019 году компания Netflix не заинтересовалась им в рамках своей стратегии по расширению производства сериалов на иностранных языках. Сериал удостоился преимущественно положительных отзывов: критики хвалили актёрскую игру, оригинальность идеи, визуальный стиль, музыку и тематику. «Игра в кальмара» возглавила список самых просматриваемых сериалов Netflix в 90 странах мира, включая США и Великобританию. За первые четыре недели после премьеры сериал посмотрели 142 млн зрителей, и «Игра в кальмара» официально стал самым популярным сериалом в истории Netflix. 8 ноября 2021 года Хван Дон Хёк официально анонсировал второй сезон, заявив, что в настоящее время он находится на стадии предварительного производства; его съёмки начались летом 2023 года. В 2023 году состоялась премьера игрового реалити-шоу «Игра в кальмара: Вызов», снятого в Великобритании.
Премьера второго сезона состоялась 26 декабря 2024 года. Премьера финального третьего сезона состоялась 27 июня 2025 года.

## Сюжет
Четыреста пятьдесят шесть человек, большинство из которых испытывают серьёзные финансовые проблемы, принимают приглашение на участие в таинственном турнире по детским играм. Быстро выясняется, что это турнир на выживание. После того, как из соревнования выбывает игрок, размер приза увеличивается на 100 млн вон, то есть победитель турнира получит 45,6 млрд вон. Однако ставки в играх смертельно высоки.

## Актёры и персонажи

### Основной состав
= Главная роль в сезоне
     = Второстепенная роль в сезоне
     = Гостевая роль в сезоне
     = Не появляется
| Ли Джонджэ     | Сон Ги Хун / Игрок № 456             | 9 | 7 | 6 | 22 |
| Пак Хэ Су      | Чо Сан У / Игрок № 218               | 9 | 1 |   | 10 |
| Чон Хо Ён      | Кан Сэ Бёк / Игрок № 67              | 8 | 1 | 1 | 10 |
| О Ён Су        | О Иль Нам / Игрок № 001              | 8 |   | 1 | 9  |
| Ви Хаджун      | Хван Чжун Хо                         | 7 | 6 | 5 | 18 |
| Анупам Трипати | Али Абдул / Игрок № 199              | 7 |   |   | 7  |
| Хо Сон Тхэ     | Чан Док Су / Игрок № 101             | 7 |   |   | 7  |
| Ким Чжу Рён    | Хан Ми Нё / Игрок № 212              | 6 |   |   | 6  |
| Ли Бёнхон      | Хван Ин Хо / Ведущий / Игрок № 001   | 9 | 7 | 6 | 22 |
| Ли Со Хван     | Пак Чон Бэ / Игрок № 390             | 2 | 5 | 1 | 8  |
| Чон Сок Хо     | Чхве У Сок                           |   | 7 | 5 | 12 |
| Пак Кюён       | Кан Но Ыль / Охранник № 011 (солдат) |   | 6 | 6 | 12 |
| Лим Сиван      | Ли Мён Ги / MG Coin / Игрок № 333    |   | 6 | 6 | 12 |
| Ли Джин Ук     | Пак Кён Сок / Игрок № 246            |   | 6 | 5 | 11 |
| Чо Юри         | Ким Чжун Хи / Игрок № 222            |   | 6 | 4 | 10 |
| Ро Джэ Вон     | Нам Гю / Игрок № 124                 |   | 5 | 4 | 9  |
| T.O.P          | Чхве Су Бон / Танос / Игрок № 230    |   | 5 | 1 | 6  |
| Пак Сонхун     | Чо Хён Чжу / Игрок № 120             |   | 5 | 3 | 8  |
| Ян Донгын      | Пак Ён Сик / Игрок № 007             |   | 5 | 3 | 8  |
| Кан Э Сим      | Чан Гым Чжа / Игрок № 149            |   | 5 | 3 | 8  |
| Кан Ханыль     | Кан Дэ Хо / Игрок № 388              |   | 4 | 3 | 7  |
| Сон Ён Чхан    | Им Чон Дэ / Игрок № 100              |   | 5 | 5 | 10 |
| Чхэ Кук Хи     | Сон Нё / Игрок № 044                 |   | 5 | 3 | 8  |
| Ли Дэвид       | Пак Мин Су / Игрок № 125             |   | 4 | 5 | 9  |
| Всего эпизодов | Всего эпизодов                       | 9 | 7 | 6 | 22 |

### Сезон 1

#### Основной состав
- Ли Джонджэ — Сон Ги Хун / Игрок № 456[англ.]: Шофёр и игроман. Живёт с пожилой матерью, пытается финансово обеспечить свою дочь Га Ён. Участвует в игре, чтобы погасить долги перед кредиторами. В конце сезона становится победителем игры.
- Пак Хэ Су — Чо Сан У / Игрок № 218[англ.]: Руководитель инвестиционной группы в холдинговой компании. Друг Ги Хуна с младшей школы, окончил Сеульский университет, где считался одарённым студентом. Полиция разыскивает Сан У за кражу денег у клиентов. Покончил с собой в финальной игре «Кальмар», ударив себя ножом в шею.
- Чон Хо Ён — Кан Сэ Бёк / Игрок № 067[англ.]: Молодая беженка из Северной Кореи, которой нужны деньги для посредника за поиск и доставку в Южную Корею её мамы, которая всё ещё находится в КНДР. Неожиданно убита Сан У, который перерезал ей горло ножом.
- О Ён Су — О Иль Нам / Игрок № 001: Пожилой мужчина с опухолью головного мозга, который предпочитает участвовать в игре, а не ждать смерти в привычном мире. В конце сезона раскрывает Ги Хуну, что является создателем и организатором игр на острове, после чего умирает от рака.
- Ви Хаджун — детектив Хван Джун Хо: Молодой офицер полиции, который становится одним из охранников игры, чтобы найти своего пропавшего брата.
- Анупам Трипати — Али Абдул / Игрок № 199[англ.]: Гастарбайтер из Пакистана. Вступает в игру, чтобы обеспечить свою жену и годовалого сына. Убит солдатом по вине Сан У в игре «Кганбу».
- Хо Сон Тхэ — Чан Док Су / Игрок № 101: Гангстер, проигравший огромную сумму денег в филиппинском казино и задолжавший кредиторам. Личный враг Кан Сэ Бёк. Убит Ми Нё в игре «Стеклянный мост» за предательство.
- Ким Чжу Рён — Хан Ми Нё / Игрок № 212[англ.]: Истеричная и хитрая женщина, которая называет себя бедной матерью-одиночкой. Покончила с собой, упав в пропасть вместе с Док Су в игре «Стеклянный мост», таким образом, отомстив ему за предательство.

#### Второстепенный состав
- Ли Бёнхон — Хван Ин Хо / Ведущий[англ.]: Ведущий игры и брат Джун Хо
- Ли Юми — Чи Ён / Игрок № 240[англ.]: Молодая девушка, которая только что вышла из тюрьмы, отсидев срок за убийство своего отца-агрессора. Убита солдатом после проигрыша в игре «Кганбу».
- Ю Сон Джу — Пён Ги / Игрок № 111: Врач, который в обмен на информацию о предстоящих играх тайно сотрудничает с группой охранников, торгующих органами погибших участников. Убит ведущим за сотрудничество с охранниками-контрабандистами.
- Юн Дон Сон — Сан Хун / Игрок № 119: Игрок, которому достался зонт в игре «Сахарные соты». Напал на солдата и приставив к его голове пистолет заставил того снять маску, после чего совершил самоубийство, выстрелив себе в голову.
- Ли Сан Хи — До Чон Су / Игрок № 017: Стеклодув с 30-летним стажем работы на стекольной фабрике. Столкнут с моста Сан У в игре «Стеклянный мост».
- Ким Си Хён — Игрок № 244: Пастор, который во время игры снова обретает веру в Бога. Выбрал неправильную платформу и разбился насмерть в игре «Стеклянный мост».
- Ли Ду Сок — Игрок № 062: Учитель математики в средней школе. Сумел правильно угадать три стеклянные панели, прежде чем в конце концов прыгнул на неправильную и разбился насмерть в игре «Стеклянный мост».
- Квак Ча Хён — Игрок № 278: Игрок, который присоединяется к группе Док Су и действует как его приспешник. Убит солдатом за проигрыш в игре «Кганбу».
- Кристиан Лагахит — Игрок № 276: Игрок, который присоединяется к группе Ги Хуна в игре по перетягиванию каната. Убит солдатом за проигрыш в игре «Кганбу».
- Ким Юн Тхэ — Игрок № 069: Игрок, который участвует вместе со своей женой, игроком № 070. Покончил жизнь самоубийством из-за смерти жены.
- Ли Джи Ха — Игрок № 070: Игрок, которая участвует вместе со своим мужем, игроком № 069. Убита солдатом за проигрыш в игре «Кганбу».

#### Гостевой состав
- Кон Ю — вербовщик[англ.], отбирающий участников для игры
- Ким Боп Рэ — мистер Ким: Ростовщик и профессиональный преступник, которому Ги Хун задолжал крупную сумму
- Ли Со Хван — Пак Чон Бэ: Лучший друг Ги Хуна. Так же как и он, игроман.
- Ким Ён Ок — О Маль Сун: Мать Ги Хуна. Умерла от диабета, пока сын был в игре.
- Чо А Ин — Сон Га Ён: Дочь Ги Хуна
- Кан Маль Гым[англ.] — Кан Ын Джи: Бывшая жена Ги Хуна и мать Га Ён
- Пак Хё Чин — мать Сан У: Владелица лавки морепродуктов
- Пак Си Ван — Кан Чхоль: Брат Сэ Бёк
- Ли Хан Соль — Игрок № 324: Лучший друг игрока № 250. Был первым участником, выбывшим из игры. Застрелен солдатом в игре «Тише едешь — дальше будешь».
- Пак Чи Хун — Игрок № 250: Лучший друг игрока № 324. Был вторым участником, выбывшим из игры. Застрелен солдатом в игре «Тише едешь — дальше будешь».
- Джон Д. Майклс — VIP-гость № 1
- Дэниел С. Кеннеди — VIP-гость № 2
- Дэвид C. Ли  — VIP-гость № 3
- Джеффри Джулиано — VIP-гость № 4
- Стефан Мот — VIP-гость № 5
- Майкл Дэвис — VIP-гость № 6

### Сезоны 2—3

#### Основной состав
- Ли Джонджэ — Сон Ги Хун / Игрок № 456[англ.]: Победитель игр из первого сезона, который возвращается в игру, чтобы остановить её. Пожертвовал собой в финальной игре «Небесный кальмар», бросившись с обрыва, чтобы спасти дочь Джун Хи.
- Ли Бёнхон — Хван Ин Хо / Ведущий / Игрок № 001[англ.]: Ведущий игры и брат Джун Хо. Принимает участие в игре, по его словам, для того чтобы найти деньги на лечение своей беременной жены, но на самом деле чтобы втереться в доверие и помешать Ги Хуну. В игре известен под вымышленным именем О Ён Иль.
- Ви Хаджун — детектив Хван Джун Хо, молодой офицер полиции, который объединяется с Ги Хуном, чтобы найти остров, где проводятся игры. В финале обнаруживает у себя дома дочь Джун Хи и кредитную карту с её денежным выигрышем.
- Пак Кюён — Кан Но Ыль / Охранник № 011 (солдат): Бывший солдат и беженка из Северной Кореи, которая пытается найти свою дочь. Становится одним из охранников игры и впоследствии спасает Кён Сока от смерти. В финале отправляется в Китай на поиски дочери.
- Лим Сиван — Ли Мён Ги / MG Coin / Игрок № 333: Ютубер, втянутый в аферы с криптовалютой, чьи ошибочные инвестиции привели к огромным финансовым потерям для него и его подписчиков. Находясь в бегах, он вступает в игру. Погиб в финальной игре «Небесный кальмар», сорвавшись с высоты.
- Ли Джин Ук — Пак Кён Сок / Игрок № 246: Отчаявшийся отец, который решается на отчаянный шаг и вступает в игру, чтобы спасти свою дочь, страдающую от лейкемии. Тайно спасён Но Ыль.
- Чо Юри — Ким Джун Хи / Игрок № 222: Бывшая девушка Мён Ги, потерявшая свои деньги из-за инвестиций парня. В игре «Прятки» родила дочь, впоследствии игравшую под её номером. Покончила с собой, спрыгнув с моста, в игре «Скакалочка».
- Ли Со Хван — Пак Чон Бэ / Игрок № 390: Лучший друг Ги Хуна. Бывший морской пехотинец. Убит Ведущим за участие в бунте.
- Кан Ханыль — Кан Дэ Хо / Игрок № 388: Игрок, сдружившийся с Чон Бэ и притворившийся бывшим морским пехотинцем, чтобы присоединиться к команде Ги Хуна. Рос с четырьмя сёстрами. Задушен Ги Хуном в игре «Прятки».
- Пак Сонхун — Чо Хён Джу / Игрок № 120[англ.]: Бывший сержант спецназа и трансгендерная женщина, которой не хватает денег на гендерно-аффирмативную операцию. Убита Мён Ги в игре «Прятки».
- Ян Донгын — Пак Ён Сик / № 007: Незрелый сын Гым Джа. Присоединяется к игре, чтобы расплатиться с долгами от азартных игр. Был ранен своей матерью и застрелен солдатом в игре «Прятки».
- Кан Э Сим — Чан Гым Джа / Игрок № 149: Мать Ён Сика, которая вступает в игру, чтобы расплатиться с долгами своего сына. Повесилась после игры «Прятки» из-за гибели сына.

#### Второстепенный состав
- Чон Сок Хо — Чхве У Сок: Сотрудник мистера Кима, который позже объединяется с Ги Хуном и Джун Хо для поисков острова. Был судим 9 раз.
- T.O.P — Чхве Су Бон / Танос / Игрок № 230: Рэпер, потерявший свои деньги в результате криптовалютной аферы Мён Ги, затаил на него злобу и сформировал группу из молодых игроков. Убит Мён Ги во время потасовки между «кружками» и «крестиками» в уборной.
- Но Джэ Вон — Нам Гю / Игрок № 124: Бывший работник ночного клуба и друг Таноса. Любит издеваться над слабыми игроками. Погиб в игре «Скакалочка», будучи обманутым Мин Су.
- Вон Джи Ан — Се Ми / Игрок № 380: Молодая девушка, которая пытается подружиться с Мин Су и предпочитает умереть в игре, чем вернуться домой. Убита Нам Гю во время ночной потасовки между «кружками» и «крестиками».
- Сон Ён Чхан — Им Джон Дэ / Игрок № 100: Участник пожилого возраста с долгом в 10 миллиардов вон. Выступает как предводитель «кружков». Был скинут Мён Ги в финальной игре «Небесный кальмар» и разбился насмерть.
- Чхэ Кук Хи — Сон Нё / Игрок № 044: Игрок, выдающая себя за шаманку, чьи загадочные пророчества и проклятия вызывают беспокойство среди игроков. Убита Мин Су в игре «Прятки».
- Ли Дэвид — Пак Мин Су / Игрок № 125: Робкий и трусливый юноша, который присоединяется к группе молодых игроков под руководством Таноса. В игре «Прятки» своровал таблетки Таноса, тогда уже принадлежавшие Нам Гю. Был скинут Мён Ги в финальной игре «Небесный кальмар» и разбился насмерть.
- Ким Си Ын — Ким Ён Ми / Игрок № 095: Пугливая девушка, которая объединяется с Хён Джу, Гым Джа и Ён Сиком. Убита солдатом в игре «Третий лишний».
- Кан Сон Ук — Кён Су / Игрок № 256: Поклонник творчества Таноса, который присоединяется к группе молодых игроков под его руководством. Убит солдатом в игре «Третий лишний».
- Ли Сан У — Ким Ён Сам / Игрок № 226: Сторонник Джон Дэ и второй по значимости член команды «кружков». Убит Хён Джу в игре «Прятки».
- Чо Си Нэ — Пак Ми Хва / Игрок № 006: Игрок, ставший адептом Сон Нё. Убита Нам Гю в игре «Прятки».
- Пак Чэ Чхоль — Пак Хи Ён / Игрок № 235: Игрок, который стал первой жертвой Мён Ги и Нам Гю в игре «Прятки».
- Чхве Гви Хва — Ким Ги Мин / Игрок № 203: Жадный и жестокий игрок. Убит Ги Хуном в финальной игре «Небесный кальмар».
- Пак Чин У — Ли Сын Вон / Игрок № 336: Погиб в финальной игре «Небесный кальмар».
- Ли Гю Хо — Ким Юн Тхэ / Игрок № 353: Погиб в финальной игре «Небесный кальмар».
- Пак Тхэ Сан — Игрок № 202: Убит в игре «Прятки».
- Ли Гён Мин — Игрок № 306: Игрок, ставший адептом Сон Нё. Погиб в игре «Скакалочка».
- Ли Сок — Игрок № 096: Погиб в игре «Скакалочка».
- Чан Джэ Хо — Охранник № 005 (солдат): Торговец органами, работает в паре с Охранником № 007. Убит Но Ыль.
- Син Джу Хван — Охранник № 007 (солдат): Торговец органами, работает в паре с Охранником № 005. Убит Но Ыль.
- Пак Хисун — Офицер: Правая рука Ведущего. Заменяет его, пока тот в игре. Убит Но Ыль.
- О Дальсу — капитан Пак Ён Киль: Капитан морского судна и знакомый Джун Хо. Убит им, когда тот узнал, что капитан Пак — предатель.

#### Гостевой состав
- Кон Ю — вербовщик[англ.], который отбирает участников для игры. Застрелился, проиграв Ги Хуну в русскую рулетку.
- Ким Боп Рэ — мистер Ким: Ростовщик и профессиональный преступник, которому Ги Хун задолжал крупную сумму. Позже помогает ему выследить вербовщика. Убит вербовщиком после проигрыша в игре «Камень, ножницы, бумага».
- Чо А Ин — Сон Га Ён: Дочь Ги Хуна. В финале получает от Ин Хо имущество своего отца (игровую форму и кредитную карту с остатками выигрыша).
- Пак Хё Чин — мать Сан У: Владелица лавки морепродуктов. Заботится о Чхоле. В финале провожает его на встречу с матерью в аэропорту.
- Пак Си Ван — Кан Чхоль: Брат Сэ Бёк. В финале воссоединяется с матерью.
- Сон Джи У[англ.] — Кан Ми На / Игрок № 196: Девушка, которая понравилась Таносу. Была первым участником, выбывшим из игры. Застрелена солдатом в игре «Тише едешь — дальше будешь».
- Чо Хён У — Ким Нам Ду / Игрок № 444: Игрок, который был ранен Охранником № 005 и застрелен Но Ыль после игры «Тише едешь — дальше будешь».
- О Ён Су — О Иль Нам: Создатель и организатор игр на острове. Появляется во флэшбэке Ин Хо, где во время игр 2015 года передаёт ему нож перед финальной игрой.
- Чон Хо Ён — Кан Сэ Бёк / Игрок № 067[англ.]: Молодая беженка из Северной Кореи. Появляется во флэшбэке Ги Хуна в то время, как он собирается зарезать ножом Джон Дэ.
- Ли Сан Джун — Охранник (менеджер)
- Дэвид Сэйерс — VIP-гость Ричард
- Джейн Вонг — VIP-гость Дженнифер
- Брайан Букко — VIP-гость Джон
- Джордан Ламбертони — VIP-гость Джек
- Кевин Йорн — VIP-гость Кевин
- Кейт Бланшетт — американская вербовщица[11]

## Обзор сезонов
| Сезон | Серии | Серии | Даты показа      | Даты показа      |
| ----- | ----- | ----- | ---------------- | ---------------- |
| 1     | 9     | 9     | 17 сентября 2021 | 17 сентября 2021 |
| 2     | 7     | 7     | 26 декабря 2024  | 26 декабря 2024  |
| 3     | 6     | 6     | 27 июня 2025     | 27 июня 2025     |

## Эпизоды

### Сезон 1 (2021)
| № общий | № в сезоне | Название                                                                    | Режиссёр     | Автор сценария | Дата премьеры    |
| --- | ---------- | --------------------------------------------------------------------------- | ------------ | -------------- | ---------------- |
| 1 | 1          | «Тише едешь — дальше будешь» «Red Light, Green Light (무궁화 꽃이 피던 날)» | Хван Дон Хёк | Хван Дон Хёк   | 17 сентября 2021 |
| Сон Ки Хуну не везёт в жизни. Будучи азартным игроком, он накопил огромные долги перед ростовщиками. Однажды на станции метро прилично одетый мужчина предлагает ему сыграть в игру ттакчи (корейский аналог игры в сотки), обещая, что в случае победы он получит 100 000 вон, а если проиграет, то мужчина даст ему пощёчину. После окончания игры мужчина даёт Ки Хуну визитку, приглашая его сыграть в игру с более высокими ставками. Ки Хун соглашается; его в бессознательном состоянии доставляют в таинственное место вместе с 455 другими игроками, которые просыпаются в общежитии с порядковыми номерами на одежде. За проведение состязаний отвечает персонал в масках, а руководит всем процессом ведущий, также скрывающий своё лицо за маской. Все игроки находятся в тяжёлом финансовом положении, но если они выиграют шесть игр в течение шести дней, то получат миллиарды вон в качестве приза. Ки Хун заводит дружбу с игроком 001, болеющим раком стариком, и узнаёт игрока 218 — Чхо Сан У, бывшего одноклассника и бизнесмена, и игрока 067 — карманницу, которая украла заработанные им на скачках деньги. Первая игра — «Тише едешь — дальше будешь», в которой проигравших расстреливают во время забега по полю. Ки Хун, вдохновлённый успехом Сан У, завершившим игру, следует к финишу, и в последний момент его удерживает от падения игрок 199. Всем троим удаётся закончить игру. |            |                                                                             |              |                |                  |
| 2 | 2          | «Ад» «Hell (지옥)»                                                          | Хван Дон Хёк | Хван Дон Хёк   | 17 сентября 2021 |
| В первой игре убиты 255 из 456 игроков, и некоторые выжившие хотят уйти. Согласно третьему пункту заявления участников о согласии, игры прекращаются по желанию большинства. Игроки голосуют, и решающий голос игрока 001 приводит к тому, что все они благополучно отправляются домой. Вернувшись, Ки Хун обращается в полицию, но никто не верит в его историю, кроме детектива Хван Чун Хо, который нашёл в комнате своего пропавшего брата такую же визитку, как и у Ки Хуна. Организаторы дают игрокам шанс возобновить игру, и многие возвращаются, в том числе: Ки Хун, матери которого требуется срочная операция; Сан У, которого собирается арестовать полиция за финансовые махинации; игрок 001, который считает, что ему не для чего жить; игрок 067, которая хочет вывезти своих родителей из Северной Кореи; игрок 199, который напал на своего работодателя за задержку зарплаты; и игрок 101, гангстер в бегах. Чун Хо тайно следит за Ки Хуном, когда его забирает машина. |            |                                                                             |              |                |                  |
| 3 | 3          | «Человек с зонтом» «The Man with the Umbrella (우산을 쓴 남자)»             | Хван Дон Хёк | Хван Дон Хёк   | 17 сентября 2021 |
| Пока паром с машинами плывёт на остров, где будет проходить игра, Чун Хо убивает водителя микроавтобуса и переодевается в его униформу. Проснувшись в общежитии, игроки чувствуют себя более уверенно и начинают создавать альянсы. Ки Хун, Сан У, игрок 001 и игрок 199 объединяются в команду и замечают, что большинство участников вернулись, включая игрока 212, которая первой просила разрешения уйти. Игрок 067 пробирается в вентиляционную шахту и наблюдает за работниками на кухне, которые плавят сахар в котлах. Во второй игре «Сахарные соты» участники должны с помощью иголки вырезать из карамели обозначенную фигуру, не сломав её. Сан У быстро угадывает игру, используя подсказку от игрока 067, но не предупреждает своих товарищей и выбирает для себя самую простую фигуру — треугольник. Ки Хуну достаётся самая сложная фигура — зонтик. Ки Хун догадывается, что карамель можно расплавить, чтобы легче было вытачивать фигуру и начинает лизать соты, в результате чего выходит победителем. Игрок 212 помогает игроку 101 завершить игру с помощью контрабандной зажигалки. Проигравший игрок берёт в заложники одного из охранников, а затем кончает жизнь самоубийством; ведущий убивает разоблачённого охранника, а Чун Хо получает новую маску. |            |                                                                             |              |                |                  |
| 4 | 4          | «Будь в команде» «Stick to the Team (쫄려도 편먹기)»                        | Хван Дон Хёк | Хван Дон Хёк   | 17 сентября 2021 |
| Игрок 111 — врач, заранее получающий информацию о каждой игре, вместе с несколькими продажными охранниками занимается изъятием органов у погибших игроков для дальнейшей перепродажи. Он присоединяется к банде Чан Док Су, предоставляя информацию о предстоящей игре. Ки Хун догадывается, что Сан У мог помочь их команде в предыдущей игре. Охранники провоцируют конфликт между игроками, и Док Су убивает одного участника, что незамедлительно приводит к увеличению призового фонда. После отбоя и выключения света начинается резня, и многие игроки погибают. Игрок 067 присоединяется к команде Ки Хуна, который защищает её от банды Док Су. Когда игрок 001 умоляет всех остановиться, ведущий приказывает охранникам прекратить беспорядки. Команда Ки Хуна узнаёт имена друг друга: игрок 199 — Али Абдул, трудовой мигрант из Пакистана, а игрок 067 — Кан Сэ Бёк. Игрок 001, у которого опухоль мозга, не может вспомнить своё имя. После отбоя охранник в комнате рядом с Чун Хо кашляет, используя азбуку Морзе. В третьей игре игрокам предлагают сформировать команды по десять человек. Док Су, зная, что предстоящая игра — перетягивание каната, выбирает сильных мужчин и прогоняет игрока 212, Хан Ми Нё, которой приходится присоединиться к команде слабых игроков во главе с Ки Хуном. |            |                                                                             |              |                |                  |
| 5 | 5          | «Справедливый мир» «A Fair World (평등한 세상)»                             | Хван Дон Хёк | Хван Дон Хёк   | 17 сентября 2021 |
| Команда Ки Хуна выигрывает матч по перетягиванию каната, используя стратегии игрока 001 и Сан У, но большинство из них теряет самообладание из-за необходимости убить команду противника. Ожидая новых беспорядков, команда Ки Хуна возводит баррикады, над которыми насмехается Док Су, пока Ки Хун не заявляет ему, что рано или поздно сообщники Док Су выступят против него. В ту ночь товарищи Ки Хуна дежурят по очереди, но команда Док Су так и не нападает. Чун Хо узнаёт о заговоре с целью продажи органов на чёрном рынке, в котором задействован игрок 111. Ведущий казнит всех заговорщиков, включая игрока 111, и устраивает масштабную облаву на Чун Хо. Тем временем Чун Хо проникает в кабинет ведущего и узнаёт, что игра происходит на протяжении уже более 30 лет и что его брат Хван Ин Хо стал победителем в 2015 году. |            |                                                                             |              |                |                  |
| 6 | 6          | «Кганбу» «Gganbu (깐부)»                                                    | Хван Дон Хёк | Хван Дон Хёк   | 17 сентября 2021 |
| Чун Хо тайком наблюдает, как ведущему звонят, и тот признаётся, что произошла небольшая неприятность, но к прибытию VIP-персон ситуация будет улажена и всё начнётся по расписанию. Для четвёртой игры игрокам предлагают разбиться на пары. Сан У играет с Али, Ки Хун — с игроком 001, а Сэ Бёк — с игроком 240. Поскольку игроков оказалось нечётное количество, Ми Нё остаётся без пары, и её забирает охрана. Участникам предлагается сыграть с партнёром в любую игру со стеклянными шариками, и тот, кто заберёт все шарики партнёра за 30 минут, станет победителем. Сэ Бёк и игрок 240, Чи Ён, выбирают простую игру «всё или ничего», поставив на кон сразу все шарики, но после разговора о своих жизнях Чи Ён решает, что Сэ Бёк есть ради чего жить, и позволяет ей выиграть. Сан У почти проигрывает, но обманным путём забирает у Али все шарики и побеждает. Ки Хун, который вот-вот проиграет игроку 001, обращает ситуацию в свою пользу, используя против старика его провалы в памяти. Однако оказывается, что игрок 001 знал о том, что Ки Хун обманывал его, но всё равно позволил Ки Хуну выиграть. Перед смертью игрок 001 говорит, что его зовут О Иль Нам. |            |                                                                             |              |                |                  |
| 7 | 7          | «ВИПЫ» «VIPS»                                                               | Хван Дон Хёк | Хван Дон Хёк   | 17 сентября 2021 |
| Игроки возвращаются в общежитие, где их ждёт Ми Нё, которую как слабое звено оставили в живых. Игрок 069, ставший виновником смерти своей жены после игры в шарики, кончает жизнь самоубийством. Иностранные VIP-персоны, которые делали ставки на игры ранее дистанционно, приезжают, чтобы посмотреть и сделать ставки на следующие раунды вживую. Их встречает таинственный распорядитель в маске. Чун Хо занимает место официанта, и один из VIP-клиентов пытается совершить над ним сексуальное насилие. Однако Чун Хо осаживает извращенца и допрашивает его, чтобы получить информацию об игре, после чего сбегает с острова, проплыв с аквалангом через подземную пещеру. В пятой игре у игроков, расположенных в заранее определённом порядке, есть 16 минут, чтобы пересечь мост с плитками из закалённого и обычного стекла. Игроки, стоящие впереди, погибают по мере прохождения панелей. Когда Док Су оказывается первым в очереди, он отказывается двигаться дальше; Ми Нё обхватывает его, и они в обнимку падают вниз. Когда остаётся четыре игрока, Сан У толкает игрока 017, который разбивает последнюю панель с подвохом. Ки Хун, Сан У и Сэ Бёк завершают игру. |            |                                                                             |              |                |                  |
| 8 | 8          | «Ведущий» «Front Man (프론트맨)»                                            | Хван Дон Хёк | Хван Дон Хёк   | 17 сентября 2021 |
| Финалистам Ки Хуну, Сан У и Сэ Бёк выдают смокинги и устраивают для них шикарный ужин. После завершения ужина каждому оставляют нож. После отбоя Ки Хун предлагает Сэ Бёк держаться вместе на следующей игре, чтобы победить Сан У и разделить приз поровну. Однако Сэ Бёк, которая получила тяжёлое ранение в живот во время игры «Стеклянный мостик», просит Ки Хуна пообещать позаботиться о семьях друг друга, если один из них выиграет игру и выйдет отсюда живым. Рана Сэ Бёк сильно кровоточит, и Ки Хун бежит за помощью, но когда прибывает охрана, Сэ Бёк уже мертва; Сан У воспользовался возможностью и зарезал её, пока Ки Хун отлучился от неё. Чун Хо добирается до другого острова и звонит своему начальнику, но мобильный сигнал очень слабый. Ведущий и его команда выслеживают Чун Хо; оказывается, что ведущий — Ин Хо, брат Чун Хо. Ин Хо стреляет в Чун Хо, и тот падает в море. |            |                                                                             |              |                |                  |
| 9 | 9          | «Один счастливый день» «One Lucky Day (운수 좋은 날)»                       | Хван Дон Хёк | Хван Дон Хёк   | 17 сентября 2021 |
| Шестая и последняя игра — «игра в кальмара», в которой Ки Хун нападает, а Сан У — защищается. Ки Хун побеждает Сан У, но отказывается завершить игру, ссылаясь на третий пункт соглашения о том, что игра может быть прекращена по желанию большинства участников. Однако Сан У перерезает себе горло ножом и перед смертью просит Ки Хуна использовать выигранные деньги для помощи матери Сан У. Ки Хун возвращается домой и обнаруживает, что его собственная мать умерла. Год спустя Ки Хун всё ещё испытывает чувство вины и не притрагивается к призовым деньгам. Однажды ночью он получает от цветочницы золотую визитку с приглашением на встречу. Ки Хун обнаруживает, что игрок 001, О Иль Нам, ещё жив, хоть и прикован к постели. Иль Нам оказывается создателем и ведущим игры, которую он придумал для развлечения скучающих супербогачей вроде него самого. Иль Нам объясняет, что и нищие, и богачи ведут однообразную и утомительную жизнь и что с помощью игр он хотел вернуть утраченный вкус к жизни. О Иль Нам также напоминает Ки Хуну, что, несмотря на кровавую бойню в первой игре, он и другие участники всё равно вернулись и пожертвовали чужими жизнями, чтобы выиграть главный приз. Все игры основаны на детских воспоминаниях Иль Нама, и в конечном счёте он решил сам принять в них участие, испытывая ностальгию по былым временам. Иль Нам просит Ки Хуна сыграть с ним в последнюю игру, проверив, осталось ли в людях хоть немного врождённой доброты: если кто-нибудь до полуночи поможет пьяному человеку, замерзающему на улице, то Ки Хун выигрывает. В последний момент на помощь пьянице прибывает полиция, Ки Хун выигрывает, а старик умирает, став свидетелем своего поражения. Ки Хун выходит из ступора и выполняет свои обещания: он забирает брата Сэ Бёк из приюта и отдаёт его матери Сан У вместе с чемоданом призовых денег. Ки Хун собирается лететь в США, чтобы повидаться с дочерью, но на станции метро видит, как мужчина играет в ттакчи с тем самым вербовщиком, который в своё время пригласил и его. Ки Хун отнимает визитку у мужчины и звонит по указанному номеру, решив выяснить, кто стоит за игрой. Ведущий говорит ему, чтобы тот не делал глупостей и летел к дочери, но Ки Хун разворачивается и идёт прочь от аэропорта. |            |                                                                             |              |                |                  |

### Сезон 2 (2024)
| № общий | № в сезоне | Название                                                        | Режиссёр     | Автор сценария | Дата премьеры   |
| --- | ---------- | --------------------------------------------------------------- | ------------ | -------------- | --------------- |
| 10 | 1          | «Хлеб и лотерея» «Bread and Lottery (빵과 복권)»                | Хван Дон Хёк | Хван Дон Хёк   | 26 декабря 2024 |
| Сон Ки Хун покидает аэропорт, решив противостоять ведущему, стоящему за игрой. Понимая, что за ним наблюдают, он удаляет устройство слежения, имплантированное ему за ухом. Хван Чун Хо выживает после падения со скалы и после реабилитации переводится на пост дорожного полицейского. Два года спустя, Ки Хун вместе с Кимом, своим бывшим ростовщиком, и его прислужниками выслеживает вербовщика игр в метро Сеула. Ким и его коллега Чхве У Сок в конце концов находят вербовщика и наблюдают, как он предлагает бродягам хлеб или лотерейный билет; большинство выбирают билет, и вербовщик уничтожает отвергнутый хлеб на их глазах. Ким и У Сок нападают на него, но он оказывается сильнее и вырубает обоих. Вербовщик похищает их и заставляет играть в смертельную игру «камень-ножницы-бумага» в сочетании с русской рулеткой, что приводит к смерти Кима. Чун Хо исследует Ки Хуна и находит его оперативную базу в заброшенном мотеле, где Ки Хун жил всё это время. В мотеле же Ки Хуну противостоит его вербовщик из первого сезона; тот рассказывает, что когда-то он был солдатом в играх, где убил своего собственного отца — одного из участников. Вербовщик оправдывает жестокость игр, очерняя участников как подонков и вызывая злость у Ки Хуна. Он бросает вызов Ки Хуну в игре в русскую рулетку и проигрывает. |            |                                                                 |              |                |                 |
| 11 | 2          | «Вечеринка по случаю Хэллоуина» «Halloween Party (할로윈 파티)» | Хван Дон Хёк | Хван Дон Хёк   | 26 декабря 2024 |
| Чун Хо находит Ки Хуна рядом с телом вербовщика и арестовывает его, однако У Сок, которого вербовщик ранее заточил в другом номере мотеля, вырубает Чун Хо огнетушителем. Ки Хун допрашивает детектива, и в итоге они (вместе с У Соком) решают объединиться, чтобы найти человека, стоящего за играми. Ки Хун, Чун Хо и Чхве У Сок обнаруживают на куртке вербовщика зацепку, указывающую на вечеринку в честь Хэллоуина. У Сок набирает команду наёмников, Ки Хун имплантирует себе трекер в зуб, и все трое разрабатывают план по местонахождению Подставного лица. Тем временем Ки Хун продолжает присматривать за матерью Сан У и Чхолем — братом Кан Сэ Бёк. Он работает с брокером, чтобы воссоединить Чхоля с его матерью из Северной Кореи, и молча звонит своей дочери. Команда проникает на вечеринку в честь Хэллоуина, где Ки Хуна уводит в белый лимузин один из солдатов игры, в то время как Чун Хо и наёмники У Сока преследуют его на машинах. В лимузине Ки Хун спорит с ведущим через динамик, требуя прекращения игр. Когда следующие за ним автомобили команды У Сока выводят из строя, Ки Хун просит вернуть его в игру в качестве игрока. Параллельно, Кан Но Ыль, бывшая военнослужащая из Северной Кореи, работающая аниматором в парке развлечения и пытающаяся вывезти свою годовалую дочь в Южную Корею, входит в игру в качестве солдата. |            |                                                                 |              |                |                 |
| 12 | 3          | «001»                                                           | Хван Дон Хёк | Хван Дон Хёк   | 26 декабря 2024 |
| Ки Хун просыпается в общежитии игры вместе с 455 другими игроками. Менеджер объявляет новый пункт: после каждой игры игроки будут голосовать, и если большинство согласится покинуть игры, накопленные призовые будут разделены между ними. Чун Хо и его команда теряют след острова, поскольку трекер Ки Хуна был извлечён. Ки Хун узнаёт в игроке 390 своего друга Чон Бэ и советует ему держаться рядом. Первая игра — «Тише едешь — дальше будешь»; Ки Хун предупреждает игроков, что отказ следовать правилам приведёт к смерти, хотя многие игроки поначалу игнорируют его совет. Ки Хун командует остальными игроками во время игры, что помогает снизить потери и координировать их действия; тем не менее, после убийства игрока 196 среди остальных участников начинается паника, из-за которой ещё несколько десятков игроков выбывают из игры. Игрок 230, известный как рэпер «Танос», находится под воздействием наркотиков и подталкивает других к их смерти. Ки Хун и игрок 120 по имени Хён Чжу пытаются спасти выбывшего игрока 444, который был ранен несмертельно, и помогают ему перебраться через линию финиша за 1 секунду до окончания таймера, но Но Ыль всё равно убивает его. После игры Ки Хун призывает игроков проголосовать за окончание игры и сообщает, что он единственный победитель предыдущей итерации. Игроки, голосующие за продолжение, помечаются «кружком», а те, кто голосует за выход, отмечаются «крестиком». Ведущий, изображающий из себя игрока 001, отдаёт решающий голос за продолжение игры. |            |                                                                 |              |                |                 |
| 13 | 4          | «Шесть ног» «Six Legs (여섯 개의 다리)»                         | Хван Дон Хёк | Хван Дон Хёк   | 26 декабря 2024 |
| Игрок 001 выдумывает частично основанную на реальной истории причину своего присоединения к игре и говорит Ки Хуну, что он проголосовал за то, чтобы и дальше надеяться извлечь выгоду из своего опыта. Игрок 333 по имени Мён Ги подвергается нападению Таноса и игрока 124; игрок 001 вмешивается и прекращает ссору. Игрок 222, бывшая беременная девушка Мён Ги, открывается ему. Тем временем группа солдат во главе с офицером начинает извлекать органы для продажи на чёрном рынке. Офицер угрожает Но Ыль, пытаясь заставить проигнорировать эти действия, но она отказывается. Чун Хо пытается заручиться помощью полиции, но безуспешно. К удивлению Ки Хуна, во второй игре игроки должны сформировать команды по пять человек для участия в «Шестиногом пентатлоне», состоящем из пяти детских игр: ттакчи, бисокчиги, конгинори, чегичхаги и волчка, которые необходимо завершить за пять минут. Но Ыль продолжает саботировать торговлю органами солдат, делая контрольный выстрел в ещё живых выбывших игроков. |            |                                                                 |              |                |                 |
| 14 | 5          | «Ещё одна игра» «One More Game (한 게임 더)»                    | Хван Дон Хёк | Хван Дон Хёк   | 26 декабря 2024 |
| После того, как команде Хён Джу удаётся победить благодаря взаимной поддержке, многие другие команды вдохновляются и добиваются успеха. Ки Хун вступает в союз с Чон Бэ, игроками 001, 222 (Ким Чун Хи) и 388 (Кан Дэ Хо); им это удаётся, и после игры они обмениваются именами, хотя игрок 001 ложно представляется как О Ён Иль. На Но Ыль нападают двое солдат, занимающихся торговлей органами, и предупреждают её, чтобы она прекратила вмешиваться. Во время следующего голосования игрок 001, кажется, призывает игроков проголосовать против продолжения игры, но подавляющее большинство предпочитает продолжить, полагая, что призовой фонд остаётся слишком маленьким. Ки Хун признаётся Чон Бэ в своей растущей неуверенности в том, сможет ли всех спасти. Тем временем Чун Хо и У Сок, теперь уже с расширенной командой наёмников, продолжают поиски острова. Третья игра под названием «Третий лишний» требует от игроков войти в определённые комнаты после формирования групп на основе объявленного числа. |            |                                                                 |              |                |                 |
| 15 | 6          | «O X»                                                           | Хван Дон Хёк | Хван Дон Хёк   | 26 декабря 2024 |
| Во время игры «Третий лишний» игроки изо всех сил пытаются разместиться в комнатах по заданному количеству участников. Тех, кто не набрал группу, убивают солдаты. В последнем раунде Чон Бэ становится свидетелем того, как игрок 001 убивает другого игрока, чтобы обеспечить себе комнату. После игры Ки Хун и игрок 001 спорят, стоит ли убеждать других игроков проголосовать за прекращение игры, и в конечном итоге решают против этого, чтобы избежать физической драки. Во время голосования несколько игроков, в том числе игрок 125, который подчинялся Таносу и Нам Гю, меняют свои голоса, чтобы уйти. Решающий голос снова принадлежит игроку 001, в результате чего получается ничья; игрокам даётся день до повторного голосования. В мужском туалете Танос и Нам Гю оказывают давление на игрока 125 по имени Мин Су, чтобы тот изменил свой голос и продолжил игру, но Мён Ги и другие игроки «крестики» вмешиваются, чтобы защитить его. Завязывается драка, в которой Танос душит Мён Ги, последний наносит ему смертельный удар вилкой в шею. Тем временем команда Чун Хо обнаруживает возможный вход на остров только для того, чтобы выяснить, что это приманка, оснащённая взрывчаткой, убивающая одного из наёмников. |            |                                                                 |              |                |                 |
| 16 | 7          | «Друг или враг» «Friend or Foe (친구인가 적인가)»               | Хван Дон Хёк | Хван Дон Хёк   | 26 декабря 2024 |
| Капитан Пак из команды Чун Хо оказывается двойным агентом, выводит из строя их поисковый дрон и убивает одного из наёмников. После драки в туалете игроки понимают, что могут убивать других, чтобы увеличить призовой фонд и ослабить избирателей противника. Ки Хун убеждает небольшую группу игроков «крестиков» избегать нападения, утверждая, что настоящие враги — создатели игры. Во время жестокой резни в общежитии игроки группы Ки Хуна остаются скрытыми, что приводит к тяжёлым потерям на их стороне, и появляются только тогда, когда прибывают солдаты. Группа Ки Хуна неожиданно нападает на солдат, убивая всех, кроме одного, и забирают у них огнестрельное оружие. Они начинают восстание и заставляют выжившего солдата вести их в диспетчерскую. Однако по пути все больше солдат открывают огонь, и восстание начинает давать сбои, когда у группы заканчиваются боеприпасы; Дэ Хо, которому поручено добыть больше боеприпасов, страдает панической атакой и не может вернуться. Игрок 001 предаёт группу, убивая двух игроков, в то время как другие сдавшиеся игроки, кроме игрока 246, казнены. Ки Хун и Чон Бэ взяты в плен; Ин Хо, теперь замаскированный под ведущего, убивает Чон Бэ на глазах у испуганного Ки Хуна. |            |                                                                 |              |                |                 |

### Сезон 3 (2025)
| № общий | № в сезоне | Название                                                          | Режиссёр     | Автор сценария | Дата премьеры |
| ------- | ---------- | ----------------------------------------------------------------- | ------------ | -------------- | ------------- |
| 17      | 1          | «Ключи и ножи» «Keys and Knives (열쇠와 칼)»                      | Хван Дон Хёк | Хван Дон Хёк   | 27 июня 2025  |
| 18      | 2          | «Звёздная ночь» «The Starry Night (별이 빛나는 별이)»             | Хван Дон Хёк | Хван Дон Хёк   | 27 июня 2025  |
| 19      | 3          | «Это не твоя вина» «It's Not Your Fault (당신의 잘못이 아닙니다)» | Хван Дон Хёк | Хван Дон Хёк   | 27 июня 2025  |
| 20      | 4          | «222»                                                             | Хван Дон Хёк | Хван Дон Хёк   | 27 июня 2025  |
| 21      | 5          | «○△□»                                                             | Хван Дон Хёк | Хван Дон Хёк   | 27 июня 2025  |
| 22      | 6          | «Люди — это...» «Humans Are... ( 인간은...)»                      | Хван Дон Хёк | Хван Дон Хёк   | 27 июня 2025  |

## Производство

### Разработка
Создатель «Игры в кальмара» Хван Дон Хёк придумал основную идею сериала в 2008 году, когда он жил со своей матерью и бабушкой и испытывал нехватку денег. Первоначальный вариант сценария был готов в 2009 году, а источником вдохновения при его создании для Хвана стали японские манги о выживании — «Королевская битва», «Игра лжецов» и «Игровой апокалипсис: Кайдзи». В какой-то момент Хвану даже пришлось прекратить писать сценарий, поскольку он был вынужден продать свой ноутбук за 675 долларов. Хван отметил: «Я хотел написать историю, которая станет аллегорией или басней на современное капиталистическое общество, что-то, изображающее конкуренцию в экстремальном виде, экстремальную конкуренцию жизни. Но при этом я хотел использовать персонажей, которых мы все встречаем в реальной жизни». Он охарактеризовал свою работу как «историю о неудачниках». Два главных героя, Сон Ги Хун и Чо Сан У, представляют «две стороны» самого Хвана и основаны на его жизненном опыте: Ги Хуна вырастила малоимущая мать-одиночка, а Сан У, как и Хван, окончил Сеульский национальный университет, и на него возлагали большие надежды его семья и соседи.
Основой сюжета сериала стали корейские детские игры: Хван иронизировал над тем, как детская игра, где состязательность не имеет особого значения, превращается в экстремальное соревнование, где на кону стоят жизни людей. Ключевой игрой была выбрана «игра в кальмара», популярная в Южной Корее в 1970-х и 1980-х годах. Хван считал «игру в кальмара» «самой физически агрессивной детской игрой», в которую он играл ребёнком, в детстве же он «любил её больше всего», а также назвал её «самой символической игрой, отражающей сегодняшнее общество, основанное на конкуренции, поэтому я выбрал её в качестве названия сериала». Игра «Тише едешь — дальше будешь» была выбрана из-за возможности всего за один раунд избавиться от множества проигравших участников. Хван пояснил: «Сцена с участием такого количества людей, хаотично двигающихся и останавливающихся, может рассматриваться как нелепый, но грустный групповой танец». Хван также пошутил, что выбор игры с сахарными сотами мог привести к увеличению продаж лакомства дальгона, подобно тому, как после выхода сериала Netflix «Королевство зомби» в Корее резко возросли продажи катов (традиционных шляп). Хван в детстве лизал дальгону, чтобы «освободить» фигурку в центре, и он решил добавить эту сцену в сериал.
Хван пытался продать свой сценарий различным продюсерским компаниям на протяжении почти десяти лет, но местные студии отвергали идею этого шоу как излишне гротескную и слишком нереалистичную. В 2010-е годы стриминговый сервис Netflix обнаружил значительный прирост зрительской аудитории за пределами Северной Америки и начал инвестировать в производство сериалов в других регионах, включая Корею. Генеральный директор Netflix Тед Сарандос признался в 2018 году, что ждёт больших успехов от зарубежных проектов: «Было бы потрясающе, если бы следующие „Очень странные дела“ были сняты за пределами Америки. Пока что, как показывает история, ничего подобного не происходило нигде, кроме Голливуда». Netflix заинтересовался сценарием Хвана в 2019 году, а в сентябре 2019 года объявил о начале разработки южнокорейского сериала с рабочим названием «Раунд шесть» (англ. Round Six), сценаристом и продюсером которого стал Хван Дон Хёк.
Комментируя своё возвращение к проекту, Хван заявил: «Это грустная история. Но причина, по которой я вернулся к проекту, заключается в том, что мир за последние десять лет изменился настолько, что эти невероятные истории выживания стали такими уместными… я понял, что настало время, когда люди сочтут эти истории захватывающими и реалистичными». Хван также отметил, что пандемия COVID-19 в 2020 и 2021 годах лишь усугубила экономическое неравенство между классами в Южной Корее, и заявил, что «всё это сделало историю очень реалистичной по сравнению с тем, что было десять лет назад».
Хван написал сценарии ко всем сериям самостоятельно; на создание только первых двух эпизодов ушло шесть месяцев, после чего он обратился к друзьям, чтобы почерпнуть из их ответов подсказки для улучшения сюжета. Режиссёр также признался, что разработка сериала оказалась физически и умственно изматывающей, и упомянул, что во время создания первого сезона у него выпали шесть зубов. Хван заявил, что не собирается в ближайшем времени писать продолжение «Игры в кальмара», поскольку у него нет хорошо проработанного плана продолжения истории, но если он всё-таки займётся его написанием, то определённо не станет действовать в одиночку и привлечёт к сотрудничеству опытных сценаристов и режиссёров. Хван заявил в интервью газете The Times, что во втором сезоне может быть уделено больше внимания истории Ведущего и работе полиции. Хван, который сам в прошлом был офицером полиции, отметил: «Я думаю, что проблема с полицейскими — это проблема не только Кореи. Я вижу в мировых новостях, что полиция может очень поздно реагировать на происходящее, что приводит к увеличению числа жертв или ухудшению ситуации из-за того, что они не действуют достаточно быстро. Я бы хотел поднять этот вопрос». Он добавил, что также хотел бы исследовать отношения между Ведущим и его братом-полицейским Хван Джун Хо, а также предысторию вербовщика, роль которого исполнил Кон Ю.

### Костюмы, декорации и съёмки
Съёмки сериала проходили с июня по октябрь 2020 года, включая вынужденный месячный перерыв из-за пандемии COVID-19. Поскольку Netflix ориентировался на глобальную зрительскую аудиторию, то особый акцент в сериале был сделан на визуальный ряд, а правила детских игр были упрощены во избежание возможных проблем с языковым барьером. Яркие декорации и костюмы были созданы в стиле фантастического мира. Игроки и охранники носят одежду определённого цвета, которая лишает их индивидуальности и подчёркивает разницу между двумя группами. Бирюзовые спортивные костюмы игроков — отсылка к спортивной одежде 1970-х годов, известной как trainingbok (кор.: 트레이닝복). Источником вдохновения при создании коридоров и лестниц, похожих на лабиринты, послужили трёхмерные изображения лестниц Маурица Корнелиса Эшера. Сложная сеть туннелей между игровой площадкой, общежитием и административным офисом воспроизводит структуру муравейника.
Съёмки велись с использованием комбинации обычных декораций и панелей с синим хромакеем. Например, в игре «Стеклянный мост» декорации находились на высоте всего 1,5 метра от земли, а для имитации высоты на этапе постпроизводства использовался хромакей. Однако всё же мостик был расположен достаточно высоко над землёй, что заставило актёров нервничать при совершении прыжков между платформами и добавило сцене правдоподобности. Больше всего времени съёмочная группа потратила на создание декораций квартала для игры в шарики, который представлял собой сочетание реализма и фальши и отражал природу жизни и смерти в самих играх.
Прототипом куклы-робота в первой серии «Тише едешь — дальше будешь» стала Ёнхи — персонаж, который появлялся на обложках корейских учебников в 1970-х и 1980-х годах. Кукла поёт на корейском языке песню «Цветок гибискуса расцвёл», посвящённую гибискусу сирийскому, национальному символу Южной Кореи. Использование хорошо знакомого персонажа должно было пробудить у игроков воспоминания о детстве и одновременно заставить их почувствовать страх.
На протяжении всего сериала три фигуры — круг, треугольник и квадрат — встречаются на карточках, выдаваемых рекрутам, на масках охранников и в названии сериала. Эти фигуры являются отсылкой к игровому полю для детской «игры в кальмара». Они также используются для обозначения иерархии охранников. По аналогии с муравьиной колонией, охранники с кругами считаются рабочими, треугольники — солдатами, а квадраты — менеджерами. Кроме того, данные фигуры представляют собой буквы корейского алфавита хангыль. Круг при романизации передаётся латинской буквой «O», треугольник является частью буквы «J», а квадрат передаётся как «M». Вместе «OJM» — это латинизированные инициалы Ojing-eo Geim, что в переводе с корейского означает «Игра в кальмара».

### Музыка
Музыку к сериалу написал Чон Джэ Иль, который ранее сочинил саундтрек к оскароносному фильму «Паразиты». Помимо произведений Чона в саундтрек вошли песни Пак Мин Чу и исполнителя, известного под псевдонимом 23. Два классических музыкальных произведения также используются на протяжении всего шоу как часть ежедневного расписания игроков: третья часть концерта для трубы Йозефа Гайдна звучит во время утреннего подъёма, а вальс «На прекрасном голубом Дунае» Иоганна Штрауса-мл. обозначает начало новой игры. Пятая симфония Людвига ван Бетховена используется в качестве фоновой музыки в VIP-зале.
Саундтрек к сериалу вышел 17 сентября 2021 года.
| №                   | Название                         | Музыка              | {{{extra_column}}}  | Длительность |
| ------------------- | -------------------------------- | ------------------- | ------------------- | ------------ |
| 1.                  | «Way Back Then»                  | Чон Джэ Иль         | Чон Джэ Иль         | 2:31         |
| 2.                  | «Round I»                        | Чон Джэ Иль         | Чон Джэ Иль         | 1:19         |
| 3.                  | «The Rope Is Tied»               | Чон Джэ Иль         | Чон Джэ Иль         | 3:18         |
| 4.                  | «Pink Soldiers»                  | 23                  | 23                  | 0:38         |
| 5.                  | «Hostage Crisis»                 | 23                  | 23                  | 2:22         |
| 6.                  | «I Remember My Name»             | Чон Джэ Иль         |                     | 3:13         |
| 7.                  | «Unfolded...»                    | Чон Джэ Иль         |                     | 2:38         |
| 8.                  | «Needles and Dalgona»            | Пак Мин Чжу         |                     | 3:44         |
| 9.                  | «The Fat and the Rats»           | Пак Мин Чжу         |                     | 1:52         |
| 10.                 | «It Hurts So Bad»                | Чон Джэ Иль         |                     | 1:13         |
| 11.                 | «Delivery»                       | 23                  |                     | 4:55         |
| 12.                 | «Dead End»                       | 23                  |                     | 5:25         |
| 13.                 | «Round VI»                       | Чон Джэ Иль         |                     | 5:54         |
| 14.                 | «Wife, Husband and 4.56 Billion» | Чон Джэ Иль         |                     | 4:26         |
| 15.                 | «Murder Without Violence»        | Пак Мин Чжу         |                     | 1:53         |
| 16.                 | «Slaughterhouse III»             | Чон Джэ Иль         |                     | 8:16         |
| 17.                 | «Owe»                            | Чон Джэ Иль         |                     | 2:26         |
| 18.                 | «Uh...»                          | Чон Джэ Иль         |                     | 3:38         |
| 19.                 | «Dawn»                           | Чон Джэ Иль         |                     | 6:41         |
| 20.                 | «Let's Go Out Tonight»           | Чон Джэ Иль         |                     | 3:27         |
| Общая длительность: | Общая длительность:              | Общая длительность: | Общая длительность: | 69:49        |

## Премьера
Мировая премьера первого сезона состоялась 17 сентября 2021 года более, чем в 190 странах.
Премьера второго сезона состоялась 26 декабря 2024 года.
Премьера финального третьего сезона состоялась 27 июня 2025 года.

## Реакция

### Популярность
«Игра в кальмара» стала первым корейским драматическим сериалом, возглавившим еженедельный рейтинг десяти самых просматриваемых сериалов Netflix во всём мире. Сериал занял первое место в 90 странах, включая США и Великобританию. За пределами Южной Кореи Netflix не вкладывал значительных средств в продвижение сериала, и его популярность была обусловлена в основном вирусным распространением в социальных сетях. Сайт Vulture также отметил, что привлечь международную аудиторию помогла языковая локализация сериала с субтитрами на 37 языках и дубляжом на 34 языках. Режиссёр сериала Хван Дон Хёк так объяснил его популярность: «Людей привлекает ирония того, что отчаявшиеся взрослые рискуют жизнями, чтобы сыграть в детские игры… игры простые и лёгкие, поэтому зрители могут сфокусировать внимание на каждом персонаже, а не на сложных правилах игры». Разнообразие персонажей «Игры в кальмара», представляющих различные слои низшего и среднего классов общества, также способствует привлечению зрителей к просмотру, поскольку многие могут проявить сочувствие к одному или нескольким персонажам.
По оценкам Netflix, «Игра в кальмара» принесёт стрим-сервису доход в 891 млн долларов, сообщило агентство Bloomberg со ссылкой на внутренние документы Netflix. При этом производство девяти эпизодов сериала обошлось всего лишь в 21,4 млн долларов — около 2,38 млн долларов за серию.
В 2021 году «Игра в кальмара» лидировала по количеству поисковых запросов на костюмы на Хэллоуин.
Количество подписчиков аккаунтов актёров из сериала значительно выросло после премьеры «Игры в кальмара». Самый существенный прирост подписчиков был у Чон Хо Ён: с 400 тысяч до более чем 13 млн подписчиков за три недели после премьеры сериала. В октябре 2021 года дом моды Louis Vuitton объявил, что Чон Хо Ён стала новым глобальным послом дома по направлениям моды, часов и ювелирных изделий. Креативный директор Николя Жескьер заявил: «Я сразу же влюбился в невероятный талант Хо Ён и её потрясающую личность».
В Южной Корее популярность «Игры в кальмара» вынудила интернет-провайдера SK Broadband подать в суд Сеула иск против Netflix с требованием оплатить расходы, связанные с увеличением сетевого трафика и работ по техническому обслуживанию. Так, трафик Netflix, обрабатываемый SK, с мая 2018 года по сентябрь 2021 года вырос в 24 раза (до 1,2 трлн бит в секунду) благодаря успеху нескольких корейских сериалов Netflix, включая «Игру в кальмара» и «Охотников за дезертирами». Телефонный номер вербовщика, мелькнувший на экране в первой и второй сериях, принадлежит кореянке, которая сообщила журналистам, что ежедневно получает до 4000 звонков от людей, некоторые из которых хотели сыграть в «реальную версию» игры. 6 октября 2021 года Netflix и продюсерская компания Siren Pictures объявили, что они перемонтируют сцены и удалят номер телефона.
12 октября 2021 года «Игра в кальмара» официально стала самым популярным сериалом в истории Netflix: менее чем за месяц сериал посмотрело 111 млн человек. Предыдущим рекордсменом Netflix был телесериал «Бриджертоны» с 82 млн зрителей.
Второй сезон «Игры в кальмара» набрал 152,5 млн просмотров, став третьим самым популярным сезоном в истории стриминга Netflix, по данным на январь 2025 года он уступает по популярности только первому сезону «Игры в кальмара» с 265 млн просмотров и сериалу «Уэнсдей» с 252 млн просмотров.

### Оценки критиков
Рейтинг первого сезона на сайте-агрегаторе рецензий Rotten Tomatoes составляет 95 % на основании 77 рецензий критиков со средним баллом 8,2 из 10. «Консенсус критиков» сформулирован следующим образом: «Непоколебимая жестокость „Игры кальмаров“ не для слабонервных, но острые социальные размышления и неожиданно мягкая сердцевина удержат зрителей у экранов — даже если им придётся смотреть сквозь пальцы». На сайте Metacritic рейтинг первого сезона составляет 69 баллов из 100 возможных на основании 13 рецензий критиков, что означает «в целом положительные отзывы».
Второй сезон также получил положительные отзывы критиков. Рейтинг второго сезона на сайте Rotten Tomatoes составляет 85 % на основании 78 обзоров критиков со средней оценкой 7,3 из 10. На сайте Metacritic рейтинг второго сезона составляет 61 балл из 100 возможных, что соответствует «в целом положительным» отзывам.

### Награды и номинации
Сериал и исполнители главных ролей получили множество наград, в том числе специальный приз премии Американского института киноискусства, «Выбор телевизионных критиков» за лучшую мужскую роль в драматическом сериале и лучший сериал на иностранном языке, «Независимый дух» за лучшее мужское исполнение в новом сериале, «Золотой глобус» за лучшую мужскую роль второго плана в сериале, мини-сериале или телефильме, «Готэм» за прорывной сериал — длинный формат, «Спутник» за лучший телевизионный сериал — драма и премию Гильдии киноактёров США за лучшую мужскую роль в драматическом сериале и лучшую женскую роль в драматическом сериале.

## Тематика и анализ

### Капитализм и экономическое неравенство
Хван написал сценарий «Игры в кальмара» на основе своего личного опыта и наблюдений за капитализмом и классовой борьбой в Южной Корее, но обозреватели сочли, что в настоящее время тема капиталистического общества актуальна во всём мире. Поскольку сериал вышел в преддверии президентских выборов 2022 года в Южной Корее, некоторые кандидаты использовали образы «Игры в кальмара» во время предвыборной кампании, а также сделали тему экономического неравенства частью своей политической риторики. Корейская конфедерация профсоюзов (KCTU) задействовала костюмы из «Игры в кальмара» для создания рекламных плакатов в поддержку проведения 20 октября 2021 года по всей Южной Корее многотысячных демонстраций, участники которых требовали улучшения условий труда. Северокорейский государственный сайт использовал «Игру в кальмара» для критического высмеивания экономической ситуации в Южной Корее, утверждая, что сериал раскрывает «звериную» сущность «южнокорейского капиталистического общества, где человечество уничтожается в условиях экстремальной конкуренции», и охарактеризовал Южную Корею как страну, где «коррупция и безнравственные негодяи являются обычным явлением». В дипломатической телеграмме, распространённой Госдепартаментом США, отмечается, что «в основе мрачной истории сериала лежит разочарование, которое испытывает средний кореец, и особенно корейская молодёжь, которая изо всех сил пытается найти работу, заключить брак или добиться социальной мобильности; это доказывает, что мрачные экономические перспективы действительно находятся в центре бед корейского общества».

### Другие темы
Некоторые журналисты отметили, что смерти главных героев были предначертаны. Например, Али Абдул / Игрок № 199 во втором эпизоде крадёт крупную сумму денег у своего работодателя, который месяцами не платил ему зарплату. В результате Али погибает из-за того, что Чо Сан У / Игрок № 218 обманным путём забирает у него шарики. Гангстер Чан Док Су / Игрок № 101 во втором эпизоде спасается от преследовавших его за долги бандитов, спрыгнув в воду с моста, а в итоге он разбивается после падения с высоты в испытании «Стеклянный мост». Беженка из Северной Кореи Кан Сэ Бёк / Игрок № 067 в самом начале угрожает перерезать горло посреднику, обещавшему найти и перевезти её мать в Южную Корею, и в результате Сан У перерезает глотку ей самой. Сам Сан У пытается совершить самоубийство во второй серии и доводит задуманное до конца в заключительном состязании. Мать Сон Ги Хуна / Игрока № 456 умирает в 6-й серии, так как ранее он поклялся её именем и нарушил свою клятву. В первых сериях также содержатся намёки на то, что О Иль Нам / Игрок № 001 — особенный, а не обычный игрок: он был единственным стариком среди всех игроков, являлся обладателем номера 001 и хорошо знал правила всех игр, поскольку приложил руку к их созданию.

## Комментарии
1. ↑  Дословный перевод с корейского: «День цветения гибискуса». Английский вариант названия является отсылкой к игре «красный цвет, зелёный цвет». Название на корейском является отсылкой к корейской версии игры.
2. ↑  Название эпизода является отсылкой к одноимённому корейскому роману 1924 года, в котором рассказывается история человека, управлявшего рикшей, который поначалу был счастлив, заработав много денег из-за большого числа клиентов в дождливый день и купив свой жене суп, но, вернувшись домой, обнаружил её мёртвой.
3. ↑  Было показано в эпизоде первого сезона «Ведущий».